# Ligne Mugi
La ligne Mugi (牟岐線, Mugi-sen) est une ligne ferroviaire de la compagnie JR Shikoku, située dans la préfecture de Tokushima à Shikoku au Japon. Elle relie la gare de Tokushima à la gare d'Awa-Kainan. La ligne est également surnommée Awa-Muroto Seaside Line (阿波室戸シーサイドライン, Awa-Muroto Shīsaido Rain).

## Histoire
Le premier tronçon de la ligne a été construit entre Tokushima et le port de Komatsushima en 1913. En 1916, la ligne est prolongée de Nakata à Furusho, ce qui a permis la création d'un embranchement de Komatsushima à Nakata. Les lignes sont nationalisées l'année suivante.
En 1936, la ligne est prolongée vers le sud de Hanoura à Kumano, et le tronçon de 2 km entre Hanoura et Furusho est devenu une branche réservée au fret, qui a fermé en 1961. La ligne est prolongée de 35 km jusqu'à Mugi en plusieurs étapes entre 1937 et 1942.
En 1959, il est décidé de prolonger la ligne jusqu’à Muroto, où elle serait connectée avec la ligne Asa de la Tosa Kuroshio Railway. Le tronçon jusqu'à Kaifu est ouvert en 1973, mais la suite du prolongement est abandonné en 1980.
La branche de Nakata à Komatsushima ferme en 1985.
Le 1er novembre 2020, la section comprise entre Awa-Kainan et Kaifu est transférée à la compagnie Asa Coast Railway Company (Asatetsu) et intégrée à la ligne Asatō, exploitée par des véhicules rail-route. La ligne Mugi est alors raccourcie de 1,5 km,.

## Caractéristiques

### Ligne
- Longueur : 77,8 km
- Ecartement : 1 067 mm
- non électrifié

### Services et interconnexions
La ligne est empruntée par des trains locaux (omnibus) et par les trains express Muroto et Tsurugisan. Certains de ces trains continuent sur la ligne Tokushima (via la ligne  Kōtoku) jusqu'à Awa-Ikeda.

### Gares

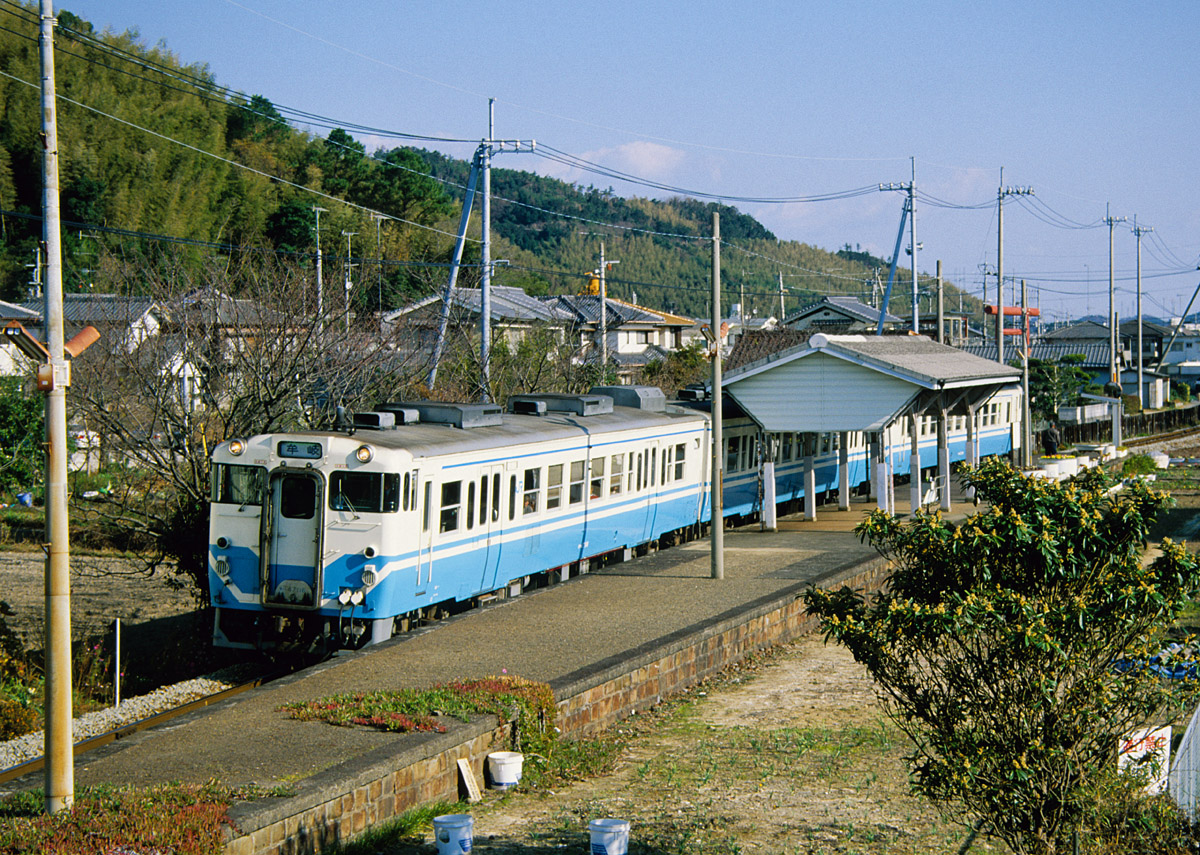
La ligne à Awa-Tachibana.

| Numéro | Gare                | Nom japonais | Distance depuis Tokushima (km) | Correspondances                        | Localisation |
| ------ | ------------------- | ------------ | ------------------------------ | -------------------------------------- | ------------ |
| M00    | Tokushima           | 徳島         | 0                              | JR Shikoku : Kōtoku, Naruto, Tokushima | Tokushima    |
| M01    | Awa-Tomida          | 阿波富田     | 1,4                            |                                        | Tokushima    |
| M02    | Niken'ya            | 二軒屋       | 2,8                            |                                        | Tokushima    |
| M03    | Bunkanomori         | 文化の森     | 3,9                            |                                        | Tokushima    |
| M04    | Jizōbashi           | 地蔵橋       | 6,0                            |                                        | Tokushima    |
| M05    | Chūden              | 中田         | 9,2                            |                                        | Komatsushima |
| M06    | Minami-Komatsushima | 南小松島     | 10,9                           |                                        | Komatsushima |
| M07    | Awa-Akaishi         | 阿波赤石     | 14,2                           |                                        | Komatsushima |
| M08    | Tatsue              | 立江         | 15,6                           |                                        | Komatsushima |
| M09    | Hanoura             | 羽ノ浦       | 17,7                           |                                        | Anan         |
| M10    | Nishibara           | 西原         | 19,8                           |                                        | Anan         |
| M11    | Awa-Nakashima       | 阿波中島     | 21,8                           |                                        | Anan         |
| M12    | Anan                | 阿南         | 24,5                           |                                        | Anan         |
| M13    | Minobayashi         | 見能林       | 26,4                           |                                        | Anan         |
| M14    | Awa-Tachibana       | 阿波橘       | 28,6                           |                                        | Anan         |
| M15    | Kuwano              | 桑野         | 32,6                           |                                        | Anan         |
| M16    | Aratano             | 新野         | 36,2                           |                                        | Anan         |
| M17    | Awa-Fukui           | 阿波福井     | 38,9                           |                                        | Anan         |
| M18    | Yuki                | 由岐         | 44,9                           |                                        | Minami       |
| -      | Tainohama           | 田井ノ浜     | 45,7                           |                                        | Minami       |
| M19    | Kiki                | 木岐         | 47,2                           |                                        | Minami       |
| M20    | Kitagawachi         | 北河内       | 51,5                           |                                        | Minami       |
| M21    | Hiwasa              | 日和佐       | 53,3                           |                                        | Minami       |
| M22    | Yamagawachi         | 山河内       | 58,4                           |                                        | Minami       |
| M23    | Hegawa              | 辺川         | 64.3                           |                                        | Mugi         |
| M24    | Mugi (ja)           | 牟岐         | 67,7                           |                                        | Mugi         |
| M25    | Sabase              | 鯖瀬         | 72,0                           |                                        | Kaiyō        |
| M26    | Asakawa             | 浅川         | 75,4                           |                                        | Kaiyō        |
| M27    | Awa-Kainan          | 阿波海南     | 77,8                           | Asatetsu : Asatō                       | Kaiyō        |